# Thou Shalt Not
Thou Shalt Not é um filme mudo norte-americano de 1910 em curta-metragem, do gênero drama, dirigido por D. W. Griffith. Produzido e distribuído pela Biograph Company, o filme foi estrelado por Henry B. Walthall e Marion Leonard.